# Juninho Bacuna
Juninho Bacuna (ur. 7 sierpnia 1997 w Groningen) – holenderski piłkarz występujący na pozycji pomocnika w Glasgow Rangers.